# Distribuzione a cascata d'ingranaggi

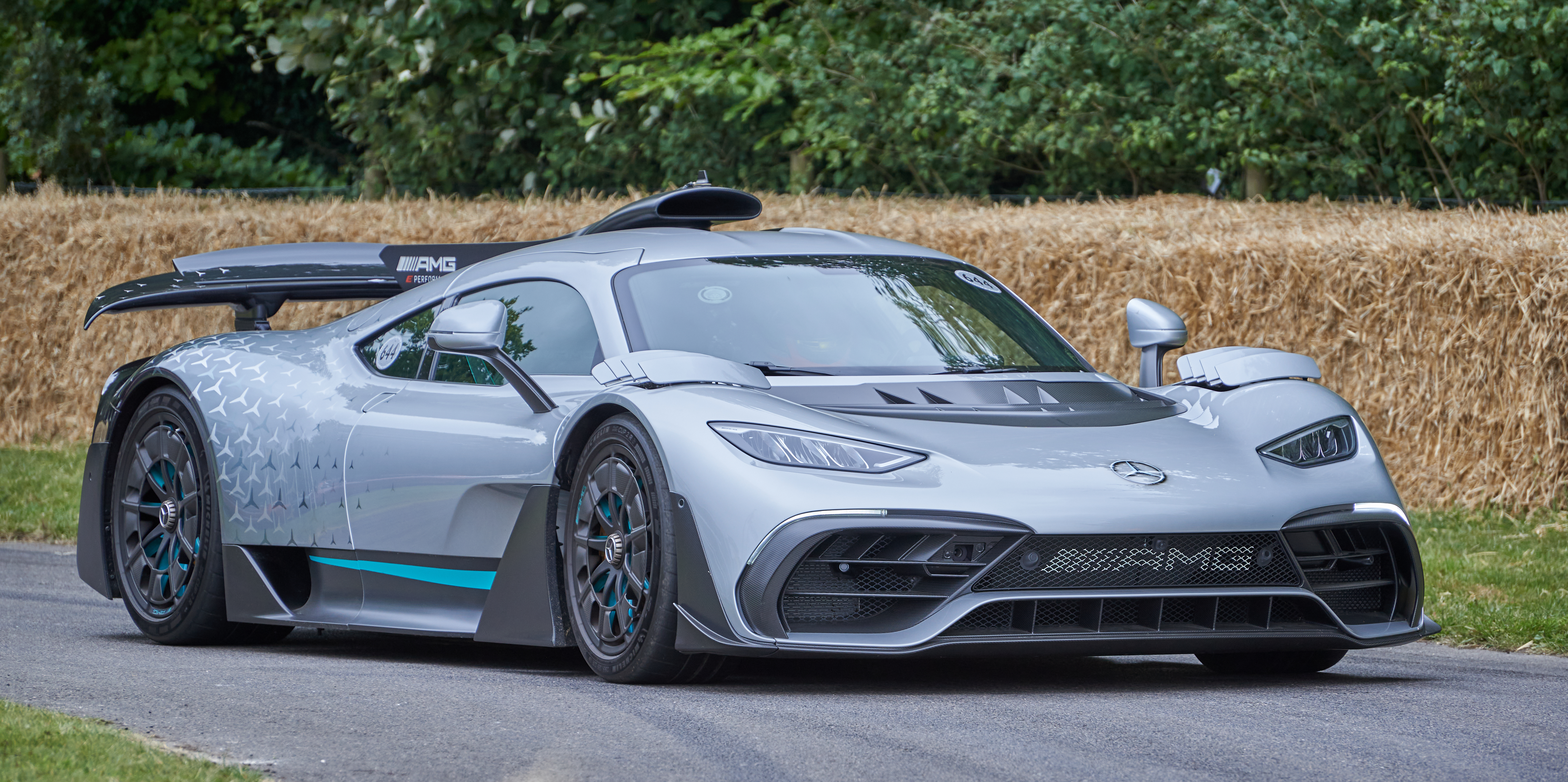
Mercedes-AMG One, vettura dotata di motore con distribuzione a cascata d'ingranaggi

La distribuzione a cascata d'ingranaggi, o distribuzione ad ingranaggi, è un sistema di distribuzione dei motori a scoppio con pistoni che funge da collegamento tra albero motore e gli alberi a camme in testa.

## Descrizione
Questa soluzione tecnologica viene applicata ai motori endotermici a quattro tempi o a ciclo Otto per sincronizzare l'apertura delle valvole alla posizione del pistone nel cilindro in modo che la fase si possa compiere.
Sostanzialmente consiste in una serie di ingranaggi, il primo detto conduttore (solidale all'albero motore) e l'ultimo detto condotto (solidale all'albero a camme) e da altri intermedi (detti oziosi) che hanno l'esclusiva funzione di trasmettere il moto di rotazione. Se il numero di ingranaggi è "dispari" il senso di rotazione della ruota conduttrice e condotta è concorde. 
Questo metodo, complesso e costoso ma molto preciso e affidabile, ha sostituito le più economiche catene metalliche o cinghie dentate, venendo utilizzato nei motori da competizione delle vetture sportive oppure in quelli delle monoposto di F1 come la Ferrari F1-89 o sui motori Cosworth DFV. Questo sistema viene adottato anche sulle MotoGP; un esempio della sua applicazione sta nel motore dell'Aprilia RSV4 impiegata nel campionato WSBK.